# Besetzung Jütlands
Missunde • Königshügel • Danewerk • Schlei • Oeversee • Jütland • Vejle • Jasmund • Düppeler Schanzen • Fredericia • Helgoland • Alsen • Lundby • Nordfriesische Inseln
Die Besetzung Jütlands war Teil des Deutsch-Dänischen Krieges. Eine erste Invasion über die jütländische Grenze am 17. Februar 1864 durch Feldmarschall Friedrich von Wrangel war Ursache einer diplomatischen Kontroverse zwischen den Mächten Österreich und Preußen. Schließlich wurde die Halbinsel Jütland vom 8. bis zum 21. März 1864 von den Alliierten doch besetzt.

## Verlauf

### Besetzung Koldings durch die Gardehusaren
Nachdem am 7. Februar Flensburg besetzt war, fanden im Hauptquartier Besprechungen über das weitere Vorgehen statt. Einerseits hätte man nach Düppel einschwenken können, um dem Hauptteil der dänischen Armee zu folgen, oder man hätte auch nach Nordschleswig und nach Jütland den Vormarsch voran treiben können. Moltke, der stets gegen eine Belagerung der Schanzen von Düppel war, glaubte, dass die Besetzung Jütlands in Kopenhagen einen entscheidenden Eindruck machen würde. Jütland gehörte eindeutig zum dänischen Kernland, also zum Königreich Dänemark, was eigentlich nicht zum unmittelbaren Kriegsziel gehörte. Eigens dafür reiste er ins Hauptquartier und fand bei Wrangel offene Ohren. Am 10. Februar befahl Wrangel das Friedrich Karl von Preußen mit einem Corps bei Düppel zurückbleiben sollte, während er mit der österreichischen Streitmacht unter Ludwig von Gablenz und der kombinierten preußischen Garde-Infanterie-Division unter Generalleutnant Otto von der Mülbe den Feind in den Norden verfolgen sollte. So erreichten die Dänen auch in aufgelöstem Zustand noch die rettenden Düppeler Schanzen, obgleich ihr verfolgender Gegner, Prinz Friedrich Karl, sie nicht energisch angriff, weil ihm durch die Anordnungen Wrangels die Hände gebunden waren, gleichwohl ein solches Vorgehen Erfolg versprochen hätte. Zur Sicherung Nordschleswigs und des Jütlandes hatten die dänischen Streitkräfte die 4. Division unter Cai Detlev Hegermann-Lindencrone vorgesehen. Dieser hatte allerdings mit seinen Einheiten bereits Nordschleswig verlassen, sodass Wrangel bis zum 17. Februar ohne Kampf die Grenzen Jütlands erreichen konnte. Unterdessen hatte der österreichische Zivilkommissar Friedrich Revertera von Salandra dem preußischen Verbindungsoffizier mit Stab Eduard Vogel von Falckenstein schon am 14. Februar deutlich gemacht, dass ein Überschreiten der Grenze politische und diplomatische Probleme nach sich ziehen würde. Falckenstein sorgte dafür, dass Bismarck darüber in Kenntnis gesetzt wurde. Die Absprachen mit Österreich beschränkten sich tatsächlich nur auf Schleswig. Bernhard von Rechberg befürchtete sofort, dass durch ein solcher Schritt ein Bündnis zwischen Frankreich und England begünstigen würde. Auch der österreichische Botschafter in Berlin Alajos Károlyi warnte vor diesem Schritt. So wurde am 15. Februar eine königliche Order an Wrangel erlassen, die Grenze einstweilig nicht zu überschreiten. Bei dieser Gelegenheit ließ der Kriegsminister Albrecht von Roon gleich wissen, dass er sich bei seinen Anordnungen bezüglich der besetzten Gebiete mit Bismarck abzustimmen habe. Am nächsten Tag erfuhr der Feldmarschall, das General Gablenz bereits auf Veranlassung von Revertera von Salandras Bericht von Kaiser Franz Josef den definitiven Befehl erhalten habe, die Invasion in Jütland mit seinen Truppen keinesfalls mitzumachen. Gleiches ließ der Kaiser auf seinem Bündnispartner König Wilhelm wissen. Zwar wusste Friedrich von Wrangel, dass er nur die Anweisung hatte, Schleswig zu besetzen (siehe Prinzenpalais), doch diese Einmischungen erregte den alten Haudegen ungeheuerlich. Auch hatte Wrangel keine Vorstellung von den diplomatischen und politischen Schwierigkeiten und erinnerte sich an die Schleswig-Holsteinische Erhebung von 1848, die seiner Ansicht nach aufgrund von Unentschlossenheit gescheitert war. So wollte der den Gordischen Knoten eigenmächtig zerhauen und telegraphierte, ohne seine Entourage zu informieren, unchiffriert zum König und beschwerte sich in derber Sprache über

„... diese Diplomanten, welche die schönsten Operationen störten, den Galgen verdienten.“

Am folgenden Tag, dem 17. Februar, eilte er persönlich von Appenrade nach Hadersleben, um den Einmarsch nach Jütland vor Ort und Stelle zu überwachen. Als der Prinz Friedrich Karl von Preußen über General Eduard Vogel von Falckenstein darüber informiert wurde, fing er den mit der Durchführung beauftragten Obersten Eduard Moritz von Flies ab und konnte damit das eigenmächtige Vorhaben des Oberbefehlshabers noch rechtzeitig stoppen. Dennoch kam die Intervention des Prinzen für die Gardehusaren zu spät, die sich bereits mit ihrem Führer Georg Ferdinand von Bentheim in Jütland befanden und nach einem Kampf mit den dänischen Truppen in die Stadt Kolding geflüchtet waren und diese besetzt hielten. Der größte Teil der österreichischen und preußischen Truppen verblieb aber in Christiansfeld und Hadersleben. Als Wrangel den Gegenbefehl ausgab, konnte der schlechte Eindruck des hastigen Rückzugs durch Intervention des Prinzen ebenfalls verhindert werden: Die Gardehusaren verblieben dort. So war die Invasion nun doch halb getan.

### Diplomatisches Nachspiel

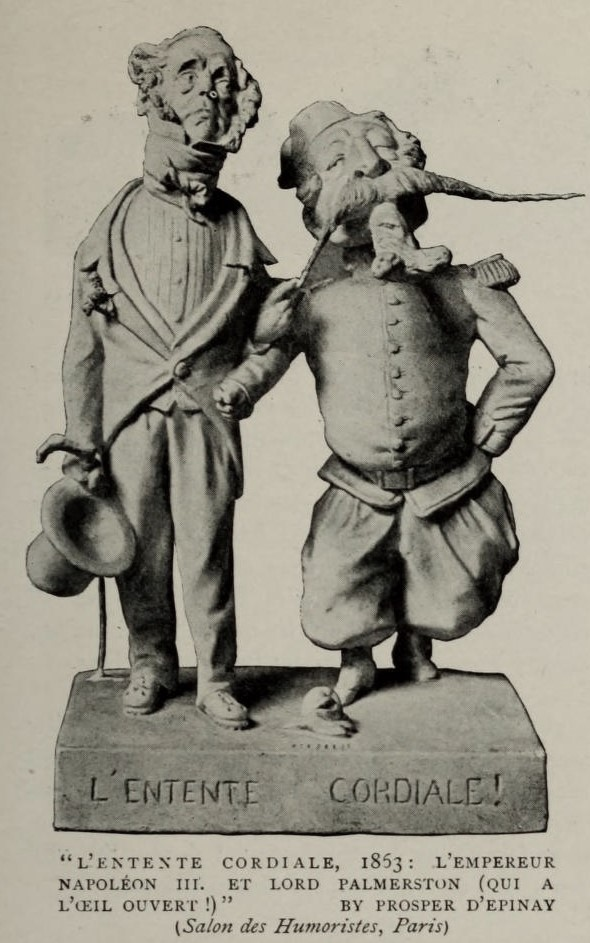
Eine Entente Cordiale war schon 1864 ein Alb für die Alliierten, Palmerston und Napoleon III. nach dem Londoner Protokoll 1853

Moltke eilte derweilen nach Berlin zurück, um den ganzen Vorgang zu erläutern und fand weder bei Bismarck noch bei Roon oder beim König irgendwelchen Widerstand für seine Auffassung, wenn nur Österreich diese Einsicht teile: Denn eine Entzweiung auf dem Schlachtfeld hätte eine große Krise nach sich gezogen. Österreich schickte nun den General Johann Carl Huyn nach Berlin, um zu klären, welchen Zweck die Einnahme Koldings habe. Die Invasion Jütlands zersplittere doch die Kräfte und gäbe den Dänen die Möglichkeit einzelne Einheiten mit Übermacht zu schlagen. Moltke konnte dagegen argumentieren, das die Besetzung Schleswigs nicht der Zweck des Krieges sei, sondern für sich betrachtet ein unzulängliches Mittel zur Erlangung des erstrebten Rechtszustandes wäre. Auch sei eine Verlängerung der Operationslinien bei den vorhandenen Kräfteverhältnissen unproblematisch. So hätten die Dänen 34.000 Soldaten im Feld, von denen sie allerhöchstens 27.000 zu einem Vorstoß nutzen könnten. Die Alliierten hätten bei Kolding 31.000 Mann, bei Düppel 29.000 und als Reserve 5.000 in Holstein. Von Berlin aus schickte man nun Edwin von Manteuffel nach Wien, um in einer persönlichen Unterredung mit Kaiser Franz Josef die entstandenen Differenzen zu überbrücken. Er überbrachte dabei einen persönlichen Brief König Wilhelms an Kaiser Franz-Josef, den Bismarck aufgesetzt hatte. In dem Brief vom 21. Februar 1866 versucht Bismarck den Kaiser zu beruhigen:

„Unsere Politik wäre eine verfehlte, wenn wir sie nicht zu befriedigendem Abschlusse führten; ich lege hohen Wert auf Englands Freundschaft, glaube aber nicht, dass England oder irgend eine andere Macht es in ihrem Interesse finden wird, uns anzugreifen, solange wir vereint bleiben“

 Manteuffel erklärte dem Kaiser weiter, das man die stark demoralisierte dänische Armee nun nicht zur Ruhe kommen lassen sollte. Es sei im Krieg doch ein Unding, wenn die jütische Grenze für die Deutschen gesperrt wäre, wohingegen die Dänen sie jederzeit frei passieren könnten. Dennoch verwies der Kaiser auf diplomatische Schwierigkeiten, die ganz besonders Österreich träfen. So kam Manteuffel in Wien fast fünf Tage kaum vom Fleck. Erst als aus Paris und London die Nachricht eintraf, dass Palmerston und Napoleon III. sich nicht auf ein Vorgehen gegen die Alliierten hatten einigen können, stimmte am 29. Februar 1864 Franz-Josef der Invasion Jütlands zu. Jedoch wünschte er eine genaue Erklärung von Preußen, welchen genauen Zweck die Einnahme hätte und wie man es den anderen europäischen Großmächten erklären würde. Bismarck antwortete dem Kaiser umgehend telegraphisch, der Zweck sei ein dreifacher:

1. Repressalien für die Wegnahme deutscher Schiffe
2. Teilung der dänischen Streitkräfte (siehe Gefecht bei Vejle)
3. Überwindung des dänischen Widerstands gegen Waffenstillstand und Konferenz (siehe Konferenz von London (1864))

Manteuffel erhielt freie Hand für die militärischen Maßregeln. So erlangte er am 1. März mit preußischen Diplomaten Karl von Werther und dem österreichischen Diplomaten Bernhard von Rechberg zu folgendem Kompromiss: Düppel und Alsen sollten weiterhin das Hauptobjekt bleiben. Zur Deckung der dänischen Angriffe von Fredericia sollte Wrangel nun Vollmacht zur Überschreitung der jütischen Grenze erhalten, was mit der Ausweitungen der dänischen Feindseligkeiten auf See diplomatisch begründet wurde. Den europäischen Großmächten sollte erklärt werden, dass sich damit die militärischen Ziele der Alliierten nicht ändern würden: Lauenburg, Holstein und Schleswig. Nach wie vor sei man zur Konferenz und zum Waffenstillstand bereit.

### Die Besetzung Jütlands vom 8. bis zum 21. März 1864
Am 6. März traf im Hauptquartier von Wrangel die Ermächtigung zum Übertritt der jütischen Grenze ein. Am 7. März sammelte und formierte der Feldmarschall die beiden Korps und überschritt am 8. März die Grenze zum Königreich Dänemark. Die Anordnungen des Marschalls gingen dahin, dass das III. Korps, die Garden sich östlich gegen Fridericia vorgehen sollte, Stoßrichtung Snoghøj und das II. Korps (Österreicher unter FML von Gablenz) parallel dazu im Westen, Stoßrichtung Vejle, wodurch es noch am gleichen Tag zum Gefecht bei Vejle kam. Hauptziel war die Besetzung der Festung Fredericia, um dadurch Jütland dem dänischen Zugriff zu entziehen.

### Persönliches Nachspiel für Wrangel

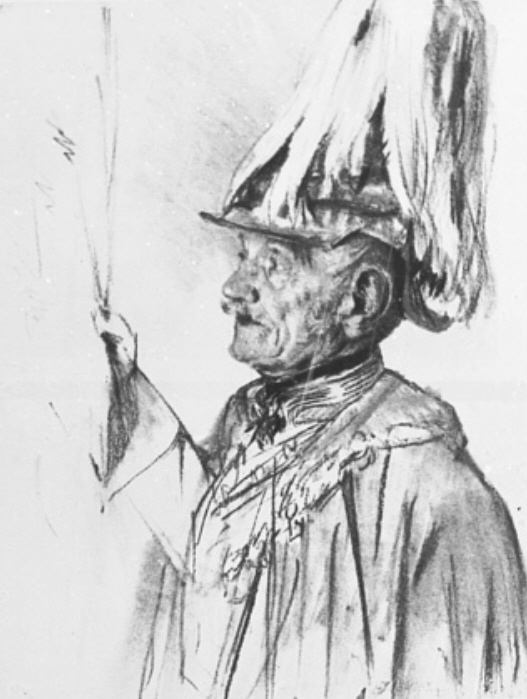
Friedrich Graf von Wrangel. Porträt von Adolph Menzel, um 1865

Wegen all dieser Vorfälle wurde seit Mitte März 1866 der preußische Prinz Friedrich Karl von Preußen der Leiter der militärischen Operationen, wozu ihn der König mit besonderen Vollmachten ausgestattet hatte. Auch war es im Verlauf des Krieges zwischen Wrangel und Moltke oft zum Streit gekommen. Am 30. März erteilte ihm der König durch eine Kabinettsorder den Befehl, fortan keinerlei militärische Anordnungen ohne vorherige Rücksprache mit dem Kronprinzen zu treffen. Ohne den Inhalt zu kennen und in der Vermutung es handele sich um eine besondere Anerkennung für ihn, las er es in seinem Stab laut vor, die mit dem Satz endete: „diese Cabinetsordre ist nur für Sie bestimmt und geheim zu halten.“ So war die Order des Königs, die eigentlich aus Taktgefühl diskret gehalten war, von ihm selbst hinausgerufen worden. Als am 12. Mai ein Waffenstillstand abgeschlossen war, entsagte er dem Kommando ganz und bat um Enthebung, die am 18. Mai auch gewährt wurde. Letztlich wurde Wrangel in den darauf folgenden Konflikten nicht mehr aktiv eingesetzt. Dennoch wird das Galgenzitat von Wrangel noch häufig benutzt.
Es führte zur Verstimmung von Bismarck, der es auf sich bezog und Wrangel. Nach Wrangels Rückkehr nach Berlin behandelte Bismarck den Feldmarschall wie Luft. An der königlichen Tafel fragte der Feldmarschall den Ministerpräsidenten schließlich: „Mein Sohn kannst Du nicht vergessen?“ – „Nein“ war die schroffe Antwort Bismarcks. Nach einer kurzen Pause frage der Feldmarschall: „Mein Sohn kannst Du nicht vergeben?“ – „Von ganzen Herzen“ lachte Bismarck.